# Heinz Meusel
Heinz Meusel (* 1932 in Berlin) ist ein deutscher Sportwissenschaftler und Hochschullehrer.

## Leben
Meusel war Hochschullehrer am Institut für Leibesübungen der Johannes Gutenberg-Universität Mainz und trat 1968 an der Justus-Liebig-Universität Gießen das Amt des Direktors des Instituts für Leibesübungen an. 1974 trat er in Gießen eine Professorenstelle für Sportwissenschaft an.
Zu seinen Forschungsschwerpunkten zählten Sport im Alter, die Didaktik der Leibeserziehung, Spielpädagogik, der Begriff des Sporttreibens sowie das Werk Johann Heinrich Pestalozzis und Hermann Röhrs’ aus sportpädagogischer Sicht.